# 帝人
帝人株式会社（日语：帝人株式会社）是日本大阪市的一家化学公司，主要生产各种合成纤维，但也涉足医药和IT业。

## 历史
其创始人是米泽高等工業学校（山形大学工学部的前身）的講師秦逸三。他和久村清太在1915年买下了米泽市的米泽制丝厂，成立了東工業米泽人造絹丝製造所（鈴木商店的子公司）。1918年改组为株式会社，改名为帝国人造絹絲。1927年，铃木商店倒闭后，公司独立，随即搬到大阪。